# Gran Premio di Chiasso 2002
Il Gran Premio di Chiasso 2002, ottava edizione della corsa, si svolse il 2 marzo su un percorso di 175 km, con partenza e arrivo a Chiasso. Fu vinto dallo svizzero Rubens Bertogliati della Lampre-Daikin davanti al kazako Aleksandr Šefer e all'italiano Cristian Gasperoni.

## Ordine d'arrivo (Top 10)
| Pos. | Corridore          | Squadra                 | Tempo    |
| ---- | ------------------ | ----------------------- | -------- |
| 1    | Rubens Bertogliati | Lampre-Daikin           | 4h31'15" |
| 2    | Aleksandr Šefer    | Alessio                 | s.t.     |
| 3    | Cristian Gasperoni | Acqua & Sapone          | a 11"    |
| 4    | Mirko Celestino    | Saeco                   | s.t.     |
| 5    | Eddy Mazzoleni     | Tacconi Sport-Emmegi    | a 14"    |
| 6    | Félix García Casas | Big Mat-Auber 93        | s.t.     |
| 7    | Rodolfo Massi      | Amore & Vita-Beretta    | s.t.     |
| 8    | Cadel Evans        | Mapei-Quick Step        | s.t.     |
| 9    | Volodymyr Bileka   | Landbouwkrediet-Colnago | a 31"    |
| 10   | Luca Paolini       | Mapei-Quick Step        | a 1'18"  |